# Poppin’
Poppin’ ist ein Lied des US-amerikanischen Sängers Chris Brown aus dem Jahr 2005. Jay Biz ist bei der Veröffentlichung als Gastmusiker zu hören, auf dem Album ist jedoch nur die Einzelversion des Liedes zu finden. Es wurde am 21. November 2006 als fünfte und letzte Single aus Browns Debütalbum Chris Brown veröffentlicht, woraufhin es Platz 42 der Billboard Hot 100 erreichte. In Deutschland stieg es nicht in die Charts ein. Zu der Veröffentlichung wurde kein Musikvideo gedreht.

## Hintergrund
Das Lied wurde von Johntá Austin, Andre Harris und Vidal Davis geschrieben, wobei Harris und Davis unter ihrem Künstlernamen Dre & Vidal auch als Produzenten fungierten. Von dem Titel existiert zudem ein Remix mit den Rappern Lil Wayne und Juelz Santana. Beide Künstler waren bereits an vorangegangenen Veröffentlichungen Browns beteiligt.

## Erfolg

### Kommerzieller Erfolg
Das Lied platzierte sich nur in den USA in den Charts. In den Billboard Hot 100 stieg es beispielsweise auf Platz 82 ein und erreichte nach zehn Wochen seine Höchstplatzierung. Diese hatte es insgesamt zwei Wochen lang inne, bevor es wieder um einige Plätze fiel. In den Hot R&B/Hip-Hop Songs erlangte der Titel Rang fünf, welchen er ebenfalls zwei Wochen lang belegte. Insgesamt hielt er sich 36 Wochen in diesen Charts. Zudem erhielt das Lied in den USA zwei Goldene Schallplatten für je 500.000 verkaufte Tonträger und Klingeltöne.
| ChartsChartplatzierungen       | Höchstplatzierung | Wochen |
| ------------------------------ | ----------------- | ------ |
| Vereinigte Staaten (Billboard) | 42 (20 Wo.)       | 20     |

### Rezeption
Der Titel wurde als „ein weiteres fantastisches Lied von Browns Debütalbum“ beschrieben. Zudem war man der Meinung, dass er bereits früher hätte erscheinen sollen. Andere waren der Meinung, dass das Lied gerade für diejenigen geeignet sei, die sich auch mit unbekümmertem R&B zufriedengeben. Ein Rezensent für eine Website bezeichnete das Lied als sein Lieblingslied des Albums.